# Lazarus Aaronson
Pour les articles homonymes, voir Aaronson.
Lazare Leonard Aaronson, né le 24 décembre 1894 dans le quartier Spitalfields et mort le 9 décembre 1966 à Harpenden, souvent appelé L. Aaronson, est un poète britannique et un lecteur en économie. Dans sa jeunesse, il fait partie d'un groupe d'amis juifs, aujourd'hui connus sous le nom de Whitechapel Boys, dont beaucoup sont devenus plus tard des écrivains et des artistes célèbres. Bien que moins radical dans son utilisation de la langue, il a été comparé à son ami plus célèbre de Whitechapel, Isaac Rosenberg, en termes de diction et d'énergie verbale. La poésie de L. Aaronson se caractérise davantage par son caractère « post-géorgienne » que par son caractère moderniste, et les critiques ont depuis lors été en mesure de faire remonter ses influences au poète anglais John Keats et à des poètes qui composent en langue hébraïque tels que Shaul Tchernichovsky et Zalman Shneur.
L. Aaronson vit la majeure partie de sa vie à Londres et passe une grande partie de sa vie professionnelle en tant que lecteur en économie au City of London College. Dans la vingtaine, il se convertit au christianisme et une grande partie de sa poésie est axée sur sa conversion et son identité spirituelle en tant que juif et anglais. Au total, il publie trois recueils de poésie : Christ in the Synagogue (1930), Poems (1933) et The Homeward Journey and Other Poems (1946). Bien qu'il n'ait pas obtenu une large reconnaissance, L. Aaronson a acquis un cult following de lecteurs dévoués. Après avoir pris sa retraite de l'enseignement, il s'installe à Harpenden dans le Hertfordshire, où meurt le 9 décembre 1966 d'une insuffisance cardiaque et d'une maladie coronarienne. Sa poésie n'a pas été largement diffusée, et il laisse à sa mort de nombreux poèmes non publiés.

## Biographie
Lazarus Aaronson naît le 24 décembre 1894 au 34 Great Pearl Street dans le quartier Spitalfields dans l'East End de Londres, de parents juifs orthodoxes pauvres originaires de Vilna dans la zone de résidence en Europe de l'Est,. Son père est Louis Aaronson, un bottier, et sa mère est Sarah Aaronson, née Kowalski. Il fréquente la Whitechapel City Boys' School puis obtient une bourse pour fréquenter la Hackney Downs Grammar School.
Son père émigre à New York en 1905. Le reste de la famille le suit en 1912, à l'exception de Lazarus, âgé de 17 ans, qui reste à Londres. Dès lors, il vit avec la famille de Joseph Posener au 292 Commercial Road dans l'East End. À l'époque, le quartier est une plaque tournante de la diaspora juive et, au début du XXe siècle, un quart de sa population est composé de Juifs d'Europe centrale et orientale. En grandissant dans l'East End, L. Aaronson fait partie d'un groupe d'amis que l'on appelle aujourd'hui les Whitechapel Boys, qui sont tous enfants d'immigrants juifs et qui partagent des ambitions littéraires et artistiques. Parmi les autres membres du groupe qui, comme L. Aaronson, se sont distingués par la suite, citons John Rodker, Isaac Rosenberg, Joseph Leftwich, Stephen Winsten, Clara Birnberg, David Bomberg et les frères Abraham Fineberg et Joseph Fineberg. L. Aaronson est également engagé dans la Young Socialist League, où lui et d'autres Whitechapel Boys aident à organiser des réunions éducatives sur l'art moderne et la politique radicale. L. Aaronson reste un socialiste convaincu tout au long de sa vie adulte.
All that I am is staked on words.

Bless their meaning, Lord, or I become

Slave to the heavy, hollow, mindless drum.

Make me the maker of my words.

Let me renew myself in my own speech,

Till I become at last the thing I teach.

And let a taste be in my words,

That men may savour what is man in me,

And know how much I fail, how little see.

Let not my pleasure in my words

Forget the silence whence all speech has sprung,

The cell and meditation of the tongue.

And at the end, the Word of words,

Lord! make my dedication. Let me live

Towards Your patient love that can forgive

The blasphemy and pride of words

Since once You spoke. Your praise is there.

I mean it thus, even in my despair.
Atteint de tuberculose et de diabète, L. Aaronson ne sert pas dans l'armée pendant la Première Guerre mondiale. Entre 1913 et 1915, puis entre 1926 et 1928, il étudie l'économie avec une spécialisation en administration publique à la London School of Economics, mais n'obtient jamais son diplôme,.
L. Aaronson est marié trois fois. Sa première femme est l'actrice Lydia Sherwood (1906-1989), avec qui il est marié entre 1924 et 1931. Il demande le divorce pour cause adultère avec le producteur de théâtre Theodore Komisarjevsky, et le procès très médiatisé n'est pas défendu,. Son second mariage, qui a lieu le 9 juillet 1938, avec Dorothy Beatrice Lewer (1915-2005), se solde également par un divorce. Le 14 janvier 1950, L. Aaronson épouse Margaret Olive Ireson (1920-1981), avec qui il a un fils, David, né en 1953,.
Pour ses amis et sa famille, Lazarus Aaronson est connu sous le nom de Laz. Il est ami avec le romancier Stephen Hudson, le sculpteur Jacob Epstein, le magnat des médias Sidney Bernstein, les artistes Mark Gertler et Matthew Smith et les poètes Harold Monro, Louis MacNeice et Samuel Beckett,. L. Aaronson est également proche de l'économiste Graham Hutton, qui réalise en 1952 une émission de radio sur lui pour la BBC.
Vers 1934, il commence à travailler comme lecteur d'économie au City of London College. Lorsqu'il prend sa retraite de l'université en 1958, L. Aaronson est nommé membre de l' Ordre de l'Empire britannique dans le cadre des New Year Honours de 1959, en reconnaissance des plus de vingt-cinq années de service,. La même année, il quitte Londres avec sa famille pour s'installer à Harpenden dans le Hertfordshire, où il meurt plus tard, le 9 décembre 1966, à l'âge de 71 ans, d'une maladie coronarienne et d'une insuffisance cardiaque. Il est inhumé dans le cimetière de Westfield Road à Harpenden. Il laisse dans le deuil sa femme et son jeune fils.

## Distinctions
- Ordre de l'Empire britannique à titre civil

## Poésie
L. Aaronson avait des ambitions littéraires dès son plus jeune âge et, en 1914, il rédigeait sa première œuvre pour le magazine littéraire radical The New Age. Il publiait souvent sous le nom de L. Aaronson. Dans les années 1920, il s'était convertit au christianisme. Son premier recueil de poèmes, Christ in the Synagogue (Le Christ dans la synagogue), publié par V. Gollancz en 1930, traitait dans une large mesure de sa conversion et de son identité spirituelle à la fois en tant que Juif et en tant qu'Anglais. Ce sujet deviendra un thème récurrent dans ses nombreux poèmes mystiques,. Le Christ dans la synagogue n'avait atteint qu'un public restreint et faisait l'objet de moins d'une douzaine de critiques, mais The Manchester Guardian, The Nation and Athenaeum, The Times Literary Supplement et The New Age en parlait  favorablement.
Malgré le faible nombre de lecteurs de L. Aaronson, V. Gollancz a publié un deuxième recueil de vers en 1933, intitulé Poems. Bien qu'il fût peu connu du grand public, L. Aaronson faisait l'objet d'un culte de la part de lecteurs dévoués. Son troisième recueil, The Homeward Journey and Other Poems, a été publié en 1946 par Christophers, un petit éditeur londonien. Certaines de ses œuvres ont également été publiées dans des revues et des anthologies, comme le Faber Book of Twentieth Century Verse de 1953.
« "There are two elements in Aaronson's poetry, the lyrical, which is of course an expected one-all poetry; even the most severe seems to have had its roots in the impulse of song – and the other impulse is the dramatic one. These two are wedded well enough for the most part, though many of his poems seem to be concerned with the capturing – at any price – of the mood or feeling of a place, and he is often capable of sacrificing theme or idea or passion even, for the sake of mood. In fact this desire to capture precisely a landscape comes across as an anxiety for root[s] somewhere, and it is at bottom, I think, a result of the conflict which is: Shall I or shall I not be a Jew?" »
— Jon Silkin (en).
        
« Il y a deux éléments dans la poésie d'Aaronson, le lyrique, qui est bien sûr attendu - toute la poésie, même la plus sévère, semble avoir eu ses racines dans l'impulsion du chant - et l'autre impulsion est l'impulsion dramatique. La plupart du temps, les deux s'accordent assez bien, bien que nombre de ses poèmes semblent vouloir capturer - à tout prix - l'humeur ou le sentiment d'un lieu, et il est souvent capable de sacrifier un thème, une idée ou même une passion au nom de l'humeur. En fait, ce désir de capturer précisément un paysage apparaît comme une anxiété qui prend racine quelque part, et c'est au fond, je pense, le résultat du conflit qui est : Dois-je ou non être un Juif ? »
.
Étant donné que la poésie de L. Aaronson ne faisait pas preuve d'innovation formelle, le professeur de littérature William Baker le caractérisait comme "un [poète] post-géorgien plutôt que moderniste". William Baker a noté également que la poésie de L. Aaronson traitait de plusieurs problèmes de son époque, tels que la montée du fascisme et de la Seconde Guerre mondiale, mais a souligné qu'il n'écrivait pas directement sur l'Holocauste. À la mort de L. Aaronson, le poète Arthur Chaim Jacobs l'a comparé à Isaac Rosenberg, le poète le plus célèbre de la même génération anglo-juive. Selon A. C. Jacobs, L. Aaronson a été « clairement influencé par lui en termes de diction et dans une sorte d'énergie verbale qui traverse une grande partie de sa poésie. Mais il était moins radical que Rosenberg dans son utilisation du langage, et tendait vers la luxuriance et la douceur keatsiennes ». Le poète Jon Silkin a lui aussi comparé défavorablement L. Aaronson à Isaac Rosenberg, écrivant qu'« on ne peut pas dire que son œuvre atteigne la majesté brûlante ou la profondeur de la poésie de Rosenberg, et cela s'explique peut-être par le fait qu'Aaronson ne se soucie pas vraiment de reconnaître ses racines. ».
Bien qu'une grande partie des écrits de L. Aaronson soit centrée sur sa conversion au christianisme, A. C. Jacobs retrace une humeur hébraïque continue dans sa poésie, et écrit que « son christianisme n'était guère familier de l'anglicanisme, et il y a dans son œuvre une sensualité avouée qui pourrait, d'une certaine manière, être comparée à celle des poètes hébraïques modernes comme Tchernikowsky ou Shneur, ou plus tard, Avraham Shlonsky. ». Selon son ami Joseph Leftwich, L. Aronson lui-même, dans sa vieillesse, reconnaissait les influences du judaïsme traditionnel et de l'interprétation peu orthodoxe du hassidisme de Martin Buber.
La poésie d'Aaronson n'a pas été largement diffusée, et il a laissé plus de mille poèmes non publiés à sa mort. Sa vie et sa poésie n'ont guère retenu l'attention des chercheurs. À sa mort , A. C. Jacobs a déclaré : « Une évaluation plus approfondie de son travail attend une publication plus substantielle »; une quarantaine d'années plus tard, William Baker, qui a le plus écrit sur L. Aaronson, l'a cité parmi les écrivains et artistes intellectuels de Whitechapel « aujourd'hui relégués dans l'oubli ».

## Publications
- (en) Christ in the Synagogue, Londres, V. Gollancz, 1930 (Le Christ dans la synagogue)
- (en) Poems, Londres, V. Gollancz, 1933
- (en) The Homeward Journey and Other Poems, Londres, Christophers, 1946